# الأسرة العيونية
آلُ إِبْرَاهِيم الْعُيُونِيُّون تعتبر أقدم محلّة في مدينة المبرز، ومحلة العيوني لها صلة بأحد رجال الدولة العيونية نسبتاً إلى العيونيون، حيث تأسست دولة العيونيون في إقليم البحرين ــ وهو المصطلح ــ الذي أطلقهُ العرب قديماً على شرق الجزيرة العربية ويشمل البلاد الممتدة من جنوب البصرة وحتى سواحل عُمان ويشمل بعض الجزر في الخليج العربي مثل «أوال» ــ البحرين ــ وغيرها، وكان مركز هذا الإقليم هو الأحساء والقطيف.
وقامت هذه الدولة على أنقاض دولة القرامطة التي أستمر نفوذها ما بين (287هـ ـــ 467هـ)، وتميز تأريخ المنطقة في تلك الفترة بقلة وندرة المصادر التي تناولتها، لكن أكثر مصدر عُرفت منهُ أخبار هذه الدولة هو ديوان شعر «علي بن المقرب» والشروح التي جاءت على حواشيه، وهذا الشاعر ينتمي إلى هذه الأسرة الحاكمة ولحق بنهايات هذه الدولة.

## البداية
تأسست هذه الدولة على يد «عبد الله بن علي بن محمد بن إبراهيم العيوني»، والعيونيون هم فخذ من قبيلة عبد القيس يعرفون بـ «آل إبراهيم» نسبة إلى جدّهم، كانوا يسكنون الأحساء في واحة تـُعرف بـ «العيون» ولا تزال تحمل نفس الاسم إلى وقتنا الحاضر في المبرز. فاشتهروا باسم العيونيون نسبة إلى هذا المكان. وعبد القيس هي إحدى القبائل الشهيرة من «ربيعة بن نزار بن معد بن عدنان»، وكانت تستوطن بلاد البحرين منذ العصر الجاهلي.
أمتد نفوذ هذه الدولة في الأحساء والقطيف وجزيرة البحرين وكان ابتداء حكمهم من عام (467هـ /1074م) وأستمر حتى عام (636هـ /1238م) تقريباً، حيث شهد تأريخ المنطقة إحدى الدول الكبيرة التي استمرت لمدة مائة وستين عاماً.

## علاقة العيونيون بالقرامطة
كان العيونيون في بداية أمرهم على علاقة طبيعية مع القرامطة، وكان لهم نفوذ كبير في الأحساء قبل سقوط دولة القرامطة، ثم برز دور العيونيون حينما قاد أحد رجالهم وهو «بشر بن مفلح العيوني» جيش القرامطة المتوجه إلى أوال لقمع ثورة «أبو البهلول»، لكن أنهزم هذا الجيش وكان ذلك بداية النهاية للقرامطة.
ومن هناك ــ أي من الأحساء ــ بدأ العيونيون بقيادة «عبد الله بن علي العيوني» حركتهم لمقاومة القرامطة وإسقاط حكمهم بعد أن بان الضعف فيهم حيث طمع العيونيون بحكم البلاد لأنهم وجدوا في أنفسهم الكفاءة لذلك الأمر.
وقبل بروز العيونيون وُجّهت عدة ضربات للقرامطة حيث أنخزل نفوذهم من الشام، وفي إقليم البحرين ــ شرق الجزيرة العربية ــ حاول بعض زعماء المنطقة القيام بحركات تمرد للتخلص من القرامطة مثل حركة «أبو البهلول» في «أوال» وحركة «أبن العياش» في القطيف.
وكان السلاجقة الذين يتحكمون يومها بدار الخلافة العباسية في بغداد يرغبون بالقضاء على القرامطة لذا أيدوا «أبن عياش» بجيش أرسله السلطان السلجوقي «ملكشاه» " بقيادة أحد قواده وهو «كجكينا» حيث زحف إلى الأحساء إلا أن قائد هذا الجيش اختلف مع «ابن عياش» فوقعت معركة بين الطرفين أستطاع خلالها «ابن عياش» كسب أبناء القبائل العربية التي تكون منها جيش «كجكينا» الذي عاد خاسراً إلى البصرة.
مانت بداية السقوط الفعلي لحكم القرامطة كان على يد «أبو البهلول» في «أوال»، لكن الضربة النهائية لهم كانت على يد العيونيون، حيث كتب «عبد الله بن علي العيوني» إلى كل من الخليفة العباسي «القائم بأمر الله» وإلى السلطان السلجوقي «ملكشاه» وإلى وزيره «نظام الملك» يطلب المساعدة للقضاء على القرامطة حيث كانت يومئذ الدولة السلجوقية في أوج قوتها.
فالتقت بذلك مصلحة بغداد بالتخلص من القرامطة مع هدف العيونيون بالاستيلاء على حكم البلاد من يد القرامطة، فأرسلت بغداد جيشا كبيراً لهذا الغرض بقيادة القائد «أكسك سلار» التركماني الذي توجه بجيشه إلى الأحساء ومر بالبصرة ثم وصل إلى القطيف وقرر أحتلالها من «أبن العياش» أولاً ليثأر لسلفه القائد «كجكينا» وجيشه، وثانياً لحفظ خطوط مواصلاته، فهاجم القطيف وهزم «أبن العياش» الذي فر إلى جزيرة «أوال»، فأحتل «أكسك سلار» القطيف ونهب كل ما كان لـ «أبن عياش» من أموال وعين فيها من يحفظها، ثم أتجه إلى الأحساء لمساعدة قوات «عبد الله بن علي العيوني» في حصاره لها حيث تحصن فيها القرامطة بشكل جيد، فلما طال الحصار رجع أغلب هذا الجيش إلى العراق بعد أن أبقى قائده مائتي جندي لمساعدة العيونيون في حرب القرامطة حيث دارت بعد ذلك معركة «الرحلين» الفاصلة التي اشتركت فيها جموع «بني عامر» إلى جانب القرامطة الذين هزموا في هذه المعركة ثم استسلموا بعدها وانتهى عهدهم.
ونقف هنا قليلاً لنناقش مسألة وقوف بني «عامر بن عُقيل» إلى جانب القرامطة في هذه الحرب مع أن القرامطة كانوا في أشد حالات ضعفهم، فقد كان ذلك لعدة أسباب كان أهمها أن بني «عامر» كانوا لايرغبون بأن يستولي العيونيون على السلطة في البلاد حيث كانت مصلحة بني «عامر» هي في استمرار سلطة القرامطة، فكانوا يحصلون على عوائد مادية مهمة من القرامطة ــ كما أسلفنا أعلاه ــ، ثم أن انتصار العيونيون على القرامطة يعني زوال فرصة بني «عامر» في الاستيلاء على حكم البلاد حيث كانوا يطمحون لذلك وينتظرون الظرف المناسب لتحقيق مطامحهم.
أما القطيف فقد استولى عليها «ابن عياش» مرة أخرى بعد رجوع جيش الخلافة إلى العراق، ولم يكتف بذلك بل أنه قام بالزحف من القطيف إلى الأحساء لمحاولة الاستيلاء عليها بعد هزيمة القرامطة ولمحاولة القضاء على «العيوني» قبل أن يستفحل أمره فأشتبك الطرفان في معركة «ناظرة» التي هزم فيها «ابن عياش» وفرّ إلى القطيف حيث طارده «عبد الله بن علي العيوني» وأستطاع احتلالها وطرد «ابن عياش» منها ثم احتل «العيوني» جزيرة أوال. وأخيرا قــُتل «ابن عياش» في معركة خاضها في القطيف ضد «العيوني»، حيث أصبحت مناطق إقليم البحرين الثلاثة «الأحساء والقطيف وأوال» بيد «العيوني» الذي رجع إلى الأحساء مركز حكمه.

## قائمة الأُمراء العيونيين
| القائمة | القائمة                                      |
| الأمير | فترة الحكم                                   |
| --- | -------------------------------------------- |
| عبد الله بن علي | 469 – 520 هـ 1076 – 1126 م                   |
| محمد بن الفضل | 520 – 538 هـ 1126 – 1143 م                   |
| بعد مقتل محمد بن الفضل تمزقت الدولة إلى جزئين، جزءٌ تحت حُكم عمه علي بن عبد الله العيوني في الأحساء وجزءًا تحت حُكم أخيه غرير بن الفضل العيوني في القطيف، ونتيجةً لهذا التّمزق ضلَّت الدولة في صراعٍ داخلِيّ لفترةٍ طويلة حتى اتحدت من جديد في سنة 580 هـ. |                                              |
| الأحساء | القطيف                                       |
| علي بن عبد الله 538 هـ – 1143 م | غرير بن الفضل 538 – 539 هـ 1143 – 1144 م     |
| شكر بن علي غير معروف – 556 هـ غير معروف – 1160 م | الحسن بن عبد الله 539 – 549 هـ 1143 – 1154 م |
| محمد بن منصور 556 – 580 هـ 1160 – 1184 م | غرير بن منصور 549 – 556 هـ 1154 – 1160 م     |
| | هجرس بن محمد 556 – 557 هـ 1160 – 1161 م      |
| | شكر بن الحسن 557 – 575 هـ 1161 – 1179 م      |
| | علي بن الحسن 575 هـ – 1179 م                 |
| | الزير بن الحسن 575 – 577 هـ 1179 – 1181 م    |
| | محمد بن أحمد 577 هـ – 1181 م                 |
| | الحسن بن شكر 577 – 580 هـ 1181 – 1184 م      |
| بعد وفاة محمد بن منصور تولى حُكم الأحساء من بعده أخوه شكر بن منصور وكان شكر يطمح إلى استعادة قوة بلاده، فأرسل أخوه عبد الله بن منصور للاستيلاء على القطيف وأوال من أبناء عمه وفعلًا قتل عبد الله ابن عمه الحسن بن شكر واستولى على القطيف وأوال، ووُحِّدت بلاد الأحساء على يد شكر حتى 605 هـ مُتخذًا الأحساء عاصمةً للبلاد.                                          |                                              |
| الأمير | فترة الحكم                                   |
| شكر بن منصور | 580 – 599 هـ 1184 – 1202 م                   |
| محمد بن أحمد | 599 – 605 هـ 1202 – 1208 م                   |
| بعد اغتيال محمد بن أحمد انقسمت الدولة إلى سلطتين، سُلطة في الأحساء تحت حُكم محمد بن ماجد العيوني، وسُلطة تحت حُكم غرير بن الحسن العيوني في القطيف وأوال، ونتيجةً لهذا الانقسام ضعُفت الدولة حتى سقطت سُلطة العيونيون في الأحساء على يد بنو عامر لتُنشأ الدَّولة العُصفورية في الأحساء وتلتها القطيف، ثمَّ سقوط سُلطة العيونيون في أوال على يد الأتابك السلغري سنة 636 هـ. |                                              |
| الأحساء | القطيف وأوال                                 |
| محمد بن ماجد 605 – 615 هـ 1208 – 1218 م | غرير بن الحسن 605 – 606 هـ 1208 – 1209 م     |
| مسعود بن محمد 615 هـ – غير معروف 1218م – غير معروف | الفضل بن محمد 606 – 616 هـ 1209 – 1219 م     |
| علي بن ماجد غير معروف – غير معروف | مقدم بن ماجد 616 – 620 هـ 1219 – 1223 م      |
| | محمد بن مسعود 623 – 626 هـ 1226 – 1229 م     |
| القطيف | أوال                                         |
| منصور بن علي 626 – 627 هـ 1229 – 1230 م | منصور بن علي 627 – 630 هـ 1230 – 1233 م      |
| محمد بن محمد 627 – 630 هـ 1230 – 1233 م | محمد بن محمد 630 – 636 هـ 1233 – 1238 م      |
| سقوطُ الدَّولة العُيونية سنة 636 هـ. |                                              |

## وصلاتٌ خارجيّة
- "العيونيون في البحرين". تاريخ الحكام والسلالات الحاكمة. مؤرشف من الأصل في 2023-07-07.

| الأسرة العيونية |                                      |               |
| سبقه قرامطة     | الأسر الحاكمة في الأحساء 1076 - 1238 | تبعه آل عصفور |